# Egan Bernal
Egan Arley Bernal Gómez (* 13. Januar 1997 in Bogotá) ist ein kolumbianischer Radrennfahrer. Er wurde im Jahr 2019 der erste Tour-de-France-Sieger aus Südamerika und gewann im Jahr 2021 den Giro d’Italia.

## Werdegang

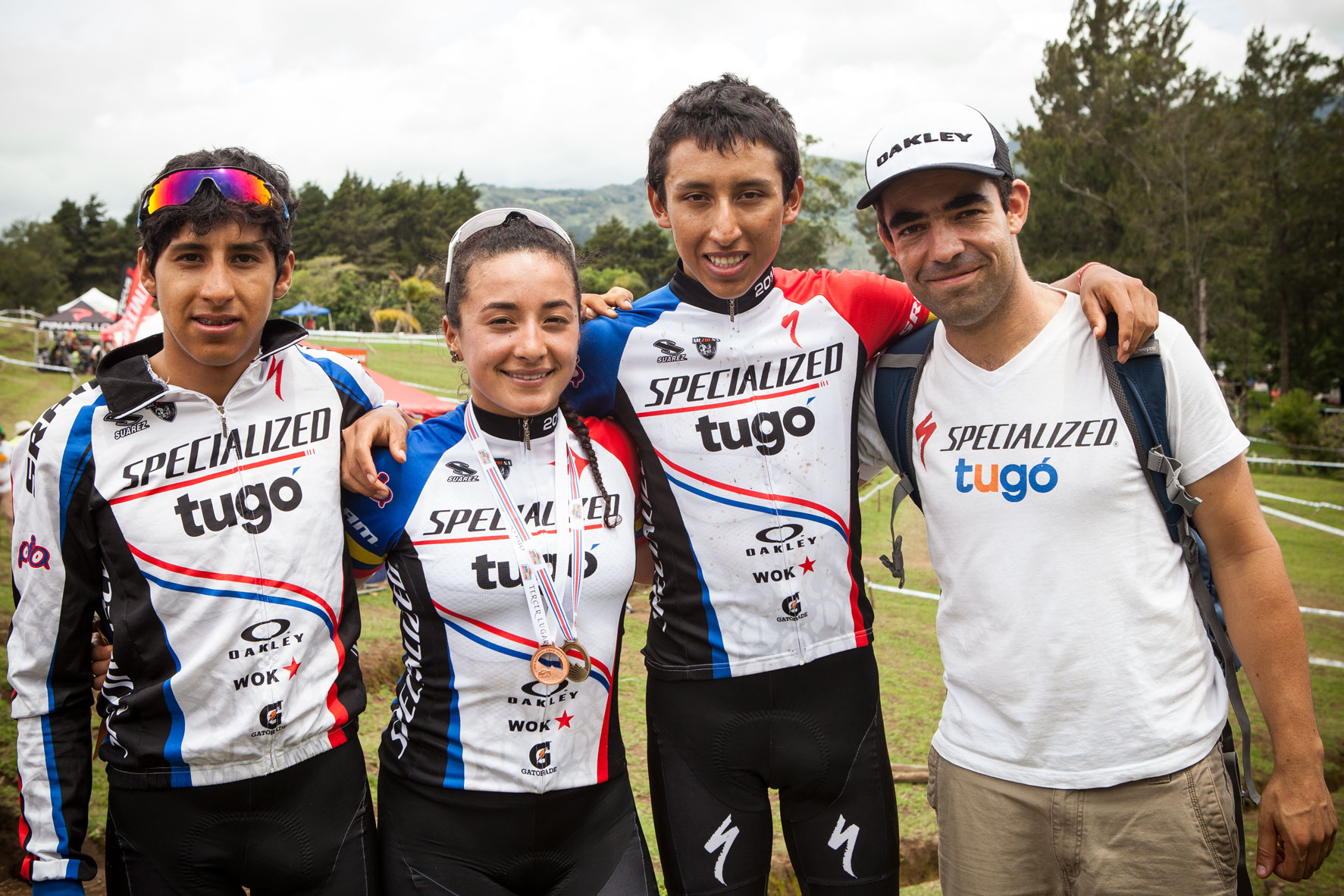
Egan Bernal bei der Copa Nacional AMPM (Costa Rica) 2014 als Mountainbiker

Egan Bernal wuchs am Stadtrand von Zipaquirá im Armenviertel Bolivar 83, einer Gründung der Guerillagruppe M-19, auf. Zipaquirá liegt im Zentrum Kolumbiens, circa 40 Kilometer nördlich der Hauptstadt Bogotá, in einer Höhe von 2650 Metern. Bernal schloss sich Ende 2010 dem Team Pura Actitud (sp., dt.: Reine Einstellung), dessen Leiter Pablo die Mannschaft u. a. mit dem Ziel gründete, benachteiligten Jugendlichen zu helfen. Als Juniorenfahrer widmete sich Bernal vor allem dem Mountainbikerennen und gewann bei den UCI-Mountainbike-Weltmeisterschaften im Cross Country 2014 die Silbermedaille und 2015 die Bronzemedaille.
In seinem ersten Jahr im Erwachsenenbereich, 2016, wurde Bernal auf Empfehlung eines kolumbianischen Journalisten von Gianni Savio für das UCI Professional Continental Team Androni Giocattoli unter Vertrag genommen. In seiner ersten Saison gewann er die Tour of Bihor - Bellotto und die Nachwuchswertung der Settimana Internazionale Coppi e Bartali und des Giro del Trentino. Im Jahr 2017 gewann er drei internationale Etappenrennen: die Tour de Savoie Mont-Blanc, die Sibiu Cycling Tour und die Tour de l’Avenir.

### Wechsel zum Team Sky
Im Januar 2018 unterschrieb Bernal einen Dreijahresvertrag bei Team Sky, welches im Mai 2019 in Team Ineos umbenannt wurde, wobei der Vertrag mit Androni gegen eine Ablösesumme vorzeitig aufgehoben wurde. In seiner ersten Saison startete Egan Bernal bei der Tour Down Under, wo er die Nachwuchswertung gewann. Im Anschluss wurde er kolumbianischer Zeitfahrmeister, ehe er mit der Colombia Oro y Paz seine Heimatrundfahrt vor Nairo Quintana und Rigoberto Urán gewann. Zudem sicherte er sich auch die Nachwuchswertung und die Bergwertung. Bei der Katalonien-Rundfahrt ging er als Kapitän an den Start, musste das Rennen jedoch am letzten Etappentag auf Platz zwei liegend aufgeben. Bei der Tour de Romandie gewann er mit dem Bergzeitfahren nach Villars-sur-Ollon seine erste UCI-WorldTour-Etappe, belegte in der Gesamtwertung Rang zwei und gewann die Nachwuchswertung. Bei der Kalifornien-Rundfahrt gewann er im Anschluss zwei Etappen und die Gesamtwertung, womit er erstmals eine Rundfahrt der UCI WorldTour für sich entschied. Mit der Tour de France 2018 gab er in seinem ersten Jahr beim Team Sky sein Grand-Tour-Debüt und verhalf Geraint Thomas zu dessen Tour-de-France-Sieg. Egan Bernal beendete seine erste Tour de France auf dem 15. Gesamtrang und wurde Zweiter der Nachwuchswertung. Wenige Wochen später war er bei der Clásica San Sebastián in einen Massensturz verwickelt und erlitt schwere Verletzungen im Gesicht. Am Ende der Saison startete er bei den italienischen Herbstklassikern und wurde Zehnter bei Mailand–Turin und Zwölfter der Lombardei-Rundfahrt, die er als erstes Monument des Radsports bestritt.

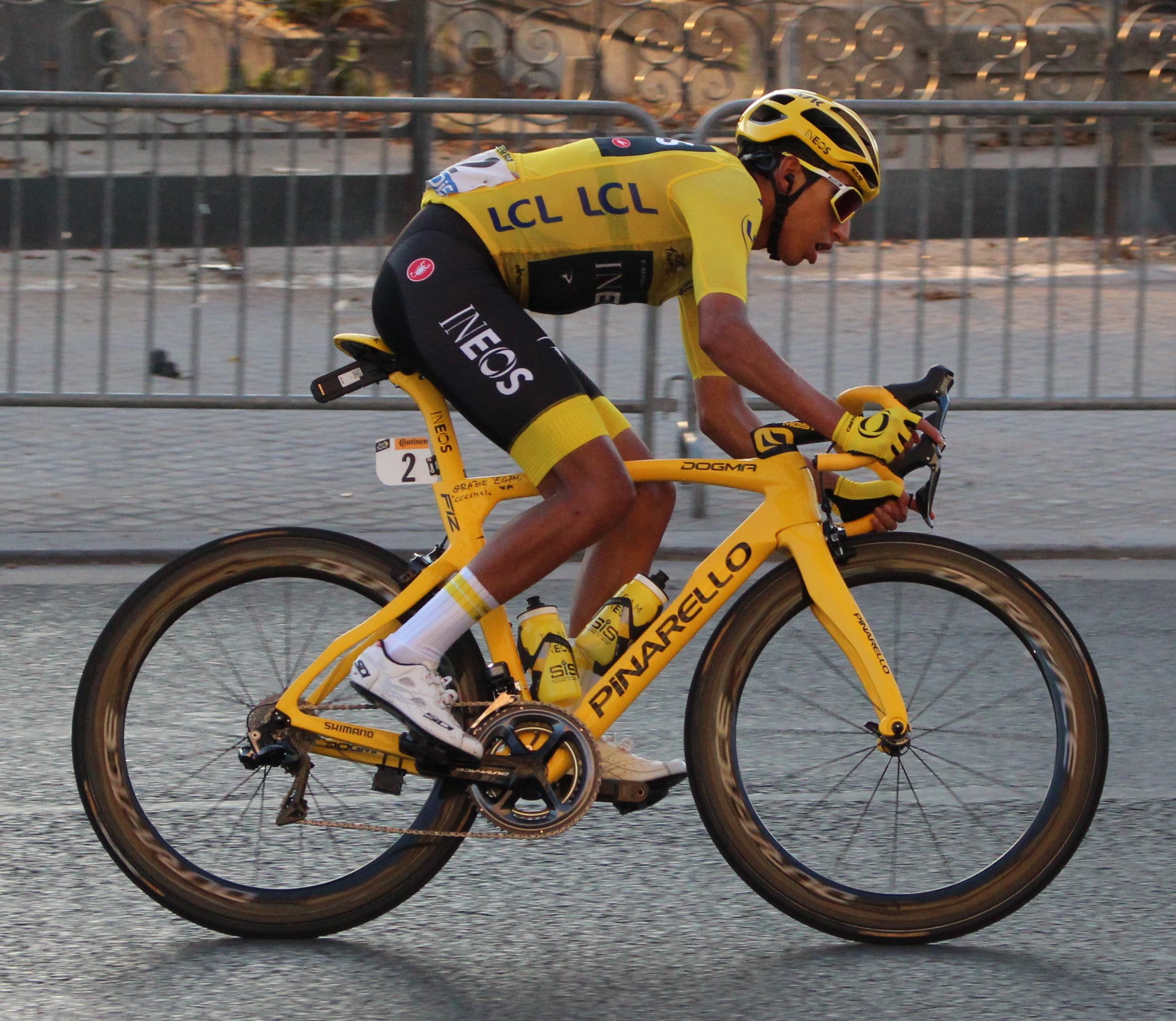
Egan Bernal (Tour de France 2019)

Die Saison 2019 startete Egan Bernal in seiner Heimat Kolumbien. Nach Platz drei im Zeitfahren wurde er Vierter der Tour Colombia, ehe er das Etappenrennen Paris–Nizza vor seinem Landsmann Nairo Quintana gewann. Nach Platz drei bei der Katalonien-Rundfahrt sollte er den Giro d’Italia 2019 als Kapitän bestreiten, konnte jedoch nach einem Schlüsselbeinbruch, den er sich im Training zuzog, nicht starten. Nach seiner Genesung gewann er die Gesamtwertung der Tour de Suisse und feierte auf dem Gotthardpass seinen ersten Etappensieg der Saison. Da Chris Froome aufgrund eines Sturzes nicht an den Start der Tour de France 2019 gehen konnte, stieg Egan Bernal an der Seite des Vorjahressiegers Geraint Thomas zum Co-Leader auf. Nachdem er in den ersten beiden Wochen konstant mit den besten Gesamtklassement-Fahrern hatte mithalten können, griff er auf der 19. Etappe im Col de l’Iseran an und fuhr auf den verbleibenden Kilometern des Anstiegs einen Vorsprung von einer Minute heraus. Da das Rennen im Anschluss wegen der Unpassierbarkeit der Abfahrt aufgrund eines Hangrutsches abgebrochen werden musste und die Zeitabstände auf der Passhöhe genommen wurden, übernahm er das Gelbe Trikot, das er auf der letzten Bergetappe nicht mehr abgab. Bernal gewann die Rundfahrt vor seinem Teamkollegen Thomas und wurde damit der erste Südamerikaner und mit 22 Jahren nach Henri Cornet im Jahre 1904 und François Faber im Jahre 1909 der drittjüngste Sieger in der Geschichte der Tour de France. In der Tour de France 2019 gewann er auch die Sonderwertung Souvenir Henri Desgrange. Bei seiner Rückkehr in seine Heimatstadt Zipaquirá wurde Bernal von rund 10.000 Menschen gefeiert. Am Ende der Saison startete er erneut bei den italienischen Herbst-Klassikern, wo er die Gran Piemonte gewann und Dritter der Lombardei-Rundfahrt wurde.
Im Jahr 2020 belegte Egan Bernal bei den kolumbianischen Meisterschaften die Plätze drei und zwei im Einzelzeitfahren und Straßenrennen. Vor der Covid-19-Pandemie bedingten Rennpause wurde er erneut Vierter der Tour Colombia. Im August kehrte Bernal nach Europa zurück und gewann eine Etappe sowie die Gesamtwertung der Route d’Occitanie. Bei der Tour de l’Ain wurde er im Anschluss Zweiter hinter Primož Roglič, ehe er das Critérium du Dauphiné aufgrund einer Rückenverletzung bereits nach drei Tagen verlassen musste. Bei der Tour de France 2020 hielt er sich zu Beginn als Leader seiner Mannschaft schadlos, ehe er auf der 15. Etappe im Schlussanstieg des Grand Colombier viel Zeit verlor und die Rundfahrt drei Tage später wegen anhaltender Rückenprobleme aufgab. Im Herbst des Jahres stellte sich nach ärztlichen Untersuchungen heraus, dass bei ihm aufgrund einer Skoliose ein Bein länger ist als das andere, und dass die Rückenbeschwerden daher rühren. Es erfolgte eine Behandlung durch Physiotherapie und Übungen zur Rückenstärkung; eine Operation war nicht möglich. Es blieb zunächst unklar, wann Bernal wieder Rennen fahren konnte.

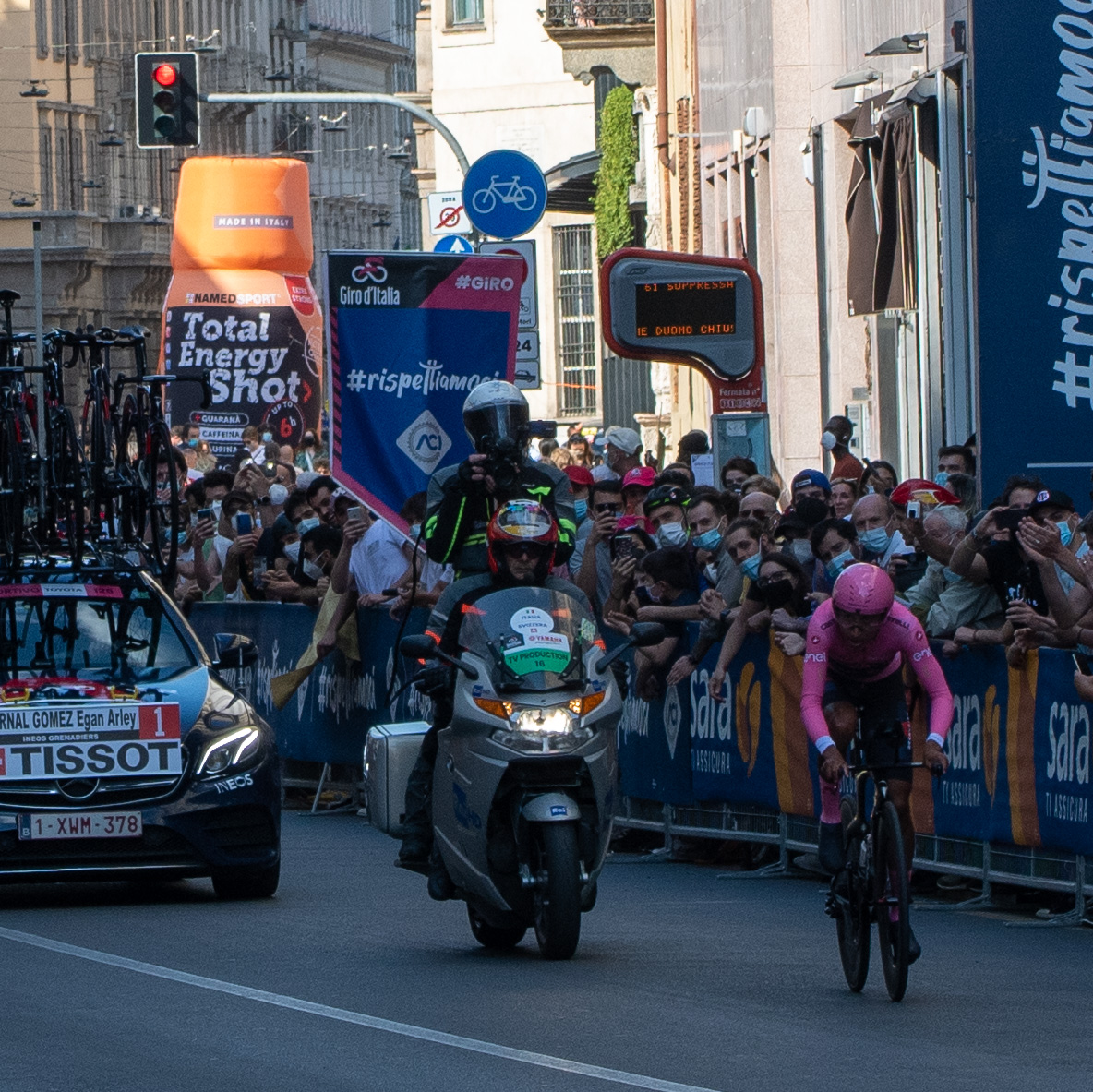
Egan Bernal (Giro d’Italia 2021)

Im Frühjahr 2021 bestritt Egan Bernal zunächst kleinere französische Rundfahrten, ehe er Dritter der Strade Bianche wurde. In Vorbereitung auf den Giro d’Italia, den er anstelle der Tour de France als Ziel ausgab, wurde er Vierter der Fernfahrt Tirreno–Adriatico. Beim Giro d’Italia 2021 gewann Egan Bernal die 9. Etappe und übernahm zugleich die Maglia Rosa, in der er auch die 16. Etappe für sich entschied. In der letzten Woche zeigte er zwar Schwächen, sicherte sich jedoch dennoch den Gesamtsieg mit einem Vorsprung von rund eineinhalb Minuten. Wenige Tage nach seinem Sieg wurde er positiv auf SARS-CoV-2 getestet, musste sich in Quarantäne begeben, hatte aber nur leichte COVID-19-Symptome. Nach seiner Genesung bestritt er die Burgos-Rundfahrt, ehe er die Vuelta a España an der Seite von Adam Yates als Co-Leader bestritt. Trotz des 6. Gesamtrangs konnte Egan Bernal bei der letzten Grand Tour des Jahres keine Akzente setzen und wies schlussendlich einen Rückstand von mehr als 13 Minuten auf.

### Unfall und Comeback
Am 24. Januar 2022 prallte Bernal in der Nähe von Bogotá während einer Trainingsfahrt auf einen Bus, der angehalten hatte, um einen Passagier aussteigen zu lassen. Bei diesem Unfall erlitt er zahlreiche Brüche sowie Verletzungen der Wirbelsäule. Aufgrund seiner schweren Verletzungen fiel er für den Großteil der Saison 2022 aus und kehrte erst im August bei der Dänemark-Rundfahrt ins Fahrerfeld zurück, die er jedoch nicht beendete. Auch die Deutschland Tour fuhr er nicht zu Ende.
Die Saison des Jahres 2023 startete Egan Bernal erneut in Südamerika mit der Vuelta a San Juan. Dort zeigte er mit Platz vier auf der anspruchsvollen 5. Etappe auf, verließ die Rundfahrt jedoch einen Tag später wegen Knieproblemen. Obwohl die Verletzung seiner Mannschaft zunächst keine großen Sorgen bereitete, verpasste er im Anschluss den Start bei der Andalusien-Rundfahrt. Bei der Katalonien-Rundfahrt gab er die 6. Etappe nach einem Sturz auf und belegte nach der Baskenland-Rundfahrt den achten Gesamtrang der Tour de Romandie. In Vorbereitung auf die Tour de France bestritt er die Tour de Hongrie und das Critérium du Dauphiné, wobei er bei ersterer erneut zu Sturz kam. Bei der Tour de France 2023 konnte Egan Bernal erwartungsgemäß nicht an seine früheren Leistungen anschließen und wurde 36. der Gesamtwertung. Auch bei der Vuelta a España 2023 konnte er mit Platz 55 kein Top-Resultat erzielen.
Die Saison 2024 begann Egan Bernal in seiner Heimat Kolumbien, wo er im Straßenrennen Dritter der nationalen Meisterschaften wurde. Bei seiner Heimat-Rundfahrt, der Tour Colombia, belegte er den fünften Gesamtrang, ehe er Gesamtdritter der Gran-Camiño-Rundfahrt wurde. Bei Paris–Nizza bestätigte er mit dem siebten Gesamtrang seine aufsteigende Form, ehe er mit der Katalonien-Rundfahrt erstmals seit seinem Unfall wieder auf dem Podium einer Rundfahrt der UCI WorldTour stand. Sein Rückstand auf den Gesamtsieger Tadej Pogačar betrug jedoch mehr als fünf Minuten. Nach einem vierten Gesamtrang bei der Tour de Suisse bestritt Egan Bernal seine fünfte Tour de France, die er auf dem 29. Gesamtrang beendete.
Im Jahr 2025 wurde er kolumbianischer Meister im Einzelzeitfahren und Straßenrennen und gewann so nach vier Jahren wieder ein Rennen. Im Anschluss überzeugte er auch bei der Clásica Jaén, ehe er im Finale des Schotter-Rennens zu Sturz kam und sich einen Schlüsselbeinbruch zuzog. Wenige Wochen später kehrte er bei der Katalonien-Rundfahrt ins Renngeschehen zurück, ehe er den Giro d’Italia als Kapitän der Ineos Grenadiers bestritt. Egan Bernal präsentierte sich dabei angriffslustig und wurde hinter Juan Ayuso und Isaac Del Toro Dritter der ersten Bergankunft in Marsia. Auf der 9. Etappe sorgte er gemeinsam mit seinen Teamkollegen Thymen Arensman und Brandon Rivera für eine Selektion auf den Schotter-Abschnitten der Toskana, wobei er letztlich keinen Profit aus der Attacke ziehen konnte. Schlussendlich belegte Egan Bernal den siebten Gesamtrang und beendete somit erstmals seit 2021 wieder eine Grand Tour in den Top 10.

## Erfolge
2014

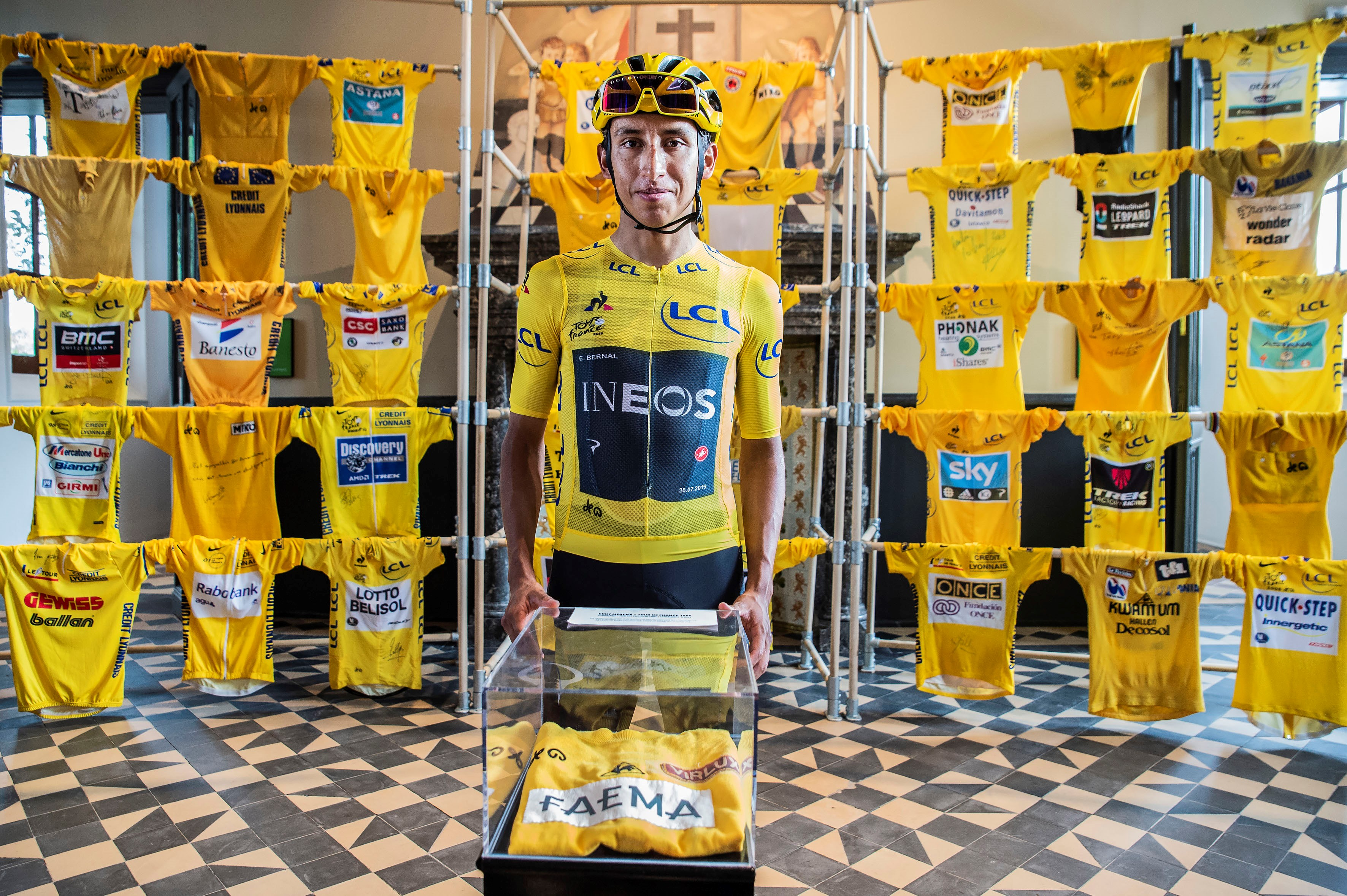
Egan Bernal posiert mit seinem gelben Tour-de-France-Trikot im Koers. Museum van de Wielersport (2019)

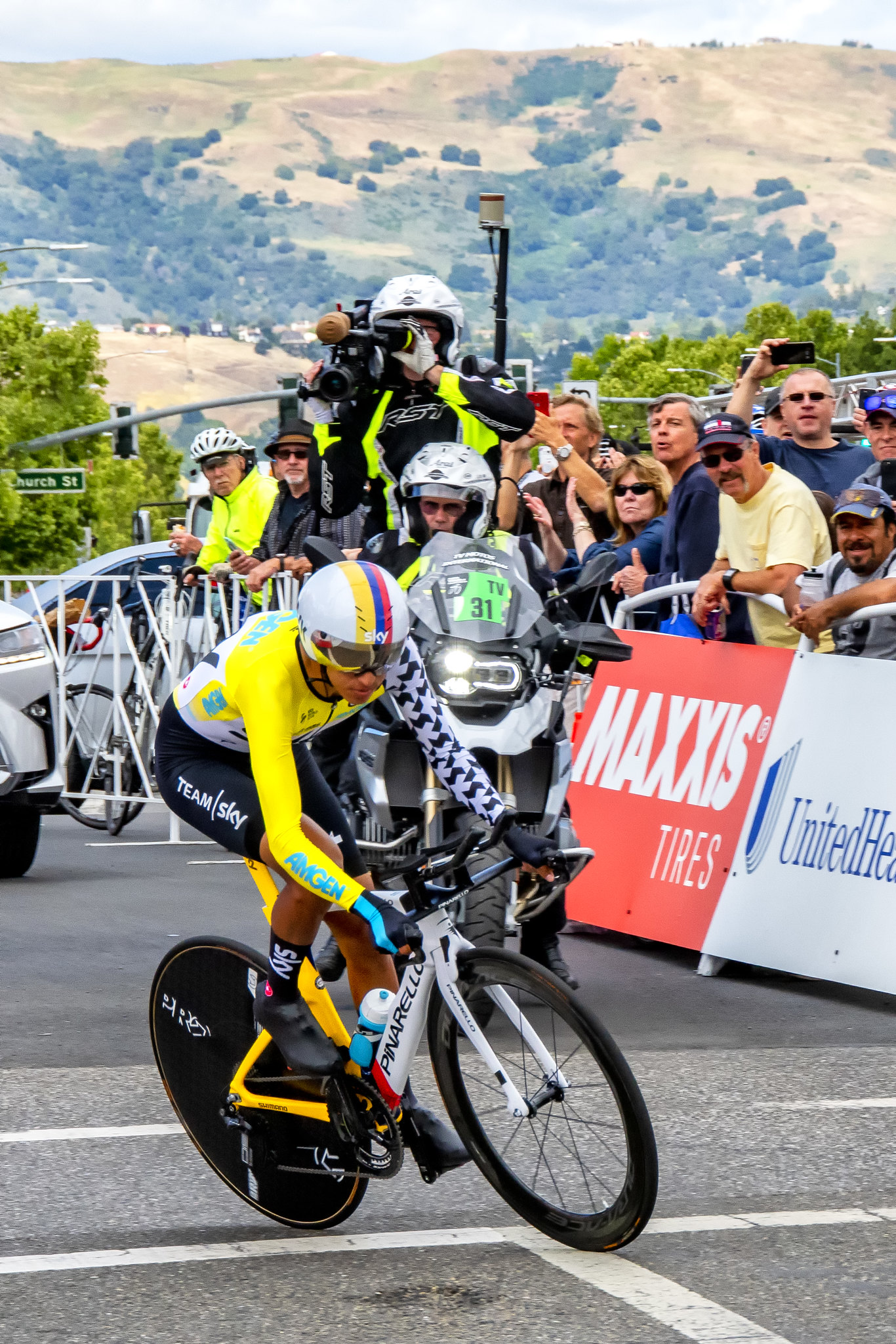
Egan Bernal (Kalifornien-Rundfahrt 2018)

- Weltmeisterschaft – MTB-Cross Country (Junioren)
- Panamerikameisterschaft – MTB-Cross Country (Junioren)

2015
- Panamerikameisterschaft – MTB-Cross Country (Junioren)
- Weltmeisterschaft – MTB-Cross Country (Junioren)

2016
- Gesamtwertung, eine Etappe und Nachwuchswertung Tour of Bihor - Bellotto
- Nachwuchswertung Settimana Internazionale Coppi e Bartali
- Nachwuchswertung Giro del Trentino
- Nachwuchswertung Slowenien-Rundfahrt

2017
- Nachwuchswertung Settimana Internazionale Coppi e Bartali
- Nachwuchswertung Tour of the Alps
- Nachwuchswertung Vuelta a San Juan
- Gesamtwertung, zwei Etappen, Punktewertung und Nachwuchswertung Tour de Savoie Mont-Blanc
- Gesamtwertung, zwei Etappen, Punktewertung und Nachwuchswertung Sibiu Cycling Tour
- Gesamtwertung und zwei Etappen Tour de l’Avenir
- Nachwuchswertung Giro della Toscana

2018
- Nachwuchswertung Tour Down Under
- Kolumbianischer Meister – Einzelzeitfahren
- Gesamtwertung, Bergwertung und Nachwuchswertung Colombia Oro y Paz
- eine Etappe und Nachwuchswertung Tour de Romandie
- Gesamtwertung, zwei Etappen und Nachwuchswertung Kalifornien-Rundfahrt

2019
- Gesamt- und Nachwuchswertung Paris–Nizza
- Gesamtwertung, eine Etappe und Nachwuchswertung Tour de Suisse
- Gesamtwertung und  Nachwuchswertung Tour de France
- Gran Piemonte

2020
- Gesamtwertung, eine Etappe, Punktewertung und Nachwuchswertung Route d’Occitanie

2021
- Gesamtwertung, zwei Etappen und  Nachwuchswertung Giro d’Italia

2025
- Kolumbianischer Meister – Einzelzeitfahren
- Kolumbianischer Meister – Straßenrennen

## Wichtige Platzierungen
| Grand Tour            | 2017 | 2018 | 2019 | 2020 | 2021 | 2022 | 2023 | 2024 | 2025 |
| --------------------- | ---- | ---- | ---- | ---- | ---- | ---- | ---- | ---- | ---- |
| Giro d’ItaliaGiro     | –    | –    | –    | –    | 1    | –    | –    | –    | 7    |
| Tour de FranceTour    | –    | 15   | 1    | DNF  | –    | –    | 36   | 29   | –    |
| Vuelta a EspañaVuelta | –    | –    | –    | –    | 6    | –    | 55   | –    |      |

| Monument                 | 2017 | 2018 | 2019 | 2020 | 2021 | 2022 | 2023 | 2024 | 2025 |
| ------------------------ | ---- | ---- | ---- | ---- | ---- | ---- | ---- | ---- | ---- |
| Mailand–Sanremo          | –    | –    | –    | –    | –    | –    | –    | –    | –    |
| Flandern-Rundfahrt       | –    | –    | –    | –    | –    | –    | –    | –    | –    |
| Paris–Roubaix            | –    | –    | –    | –    | –    | –    | –    | –    | –    |
| Lüttich–Bastogne–Lüttich | –    | –    | –    | –    | –    | –    | –    | 21   | –    |
| Lombardei-Rundfahrt      | 13   | 12   | 3    | –    | –    | –    | –    | –    |      |